# Щ-213
«Щ-213» — советская дизель-электрическая торпедная подводная лодка времён Второй мировой войны, принадлежит к серии X проекта Щ — «Щука». Спущена на воду в октябре 1938 года, погибла в октябре 1942 года.

## История строительства
Подлодка была построена на Николаевском судостроительном заводе и вошла в состав Черноморского флота 31 октября 1938 года под командованием Д. Т. Ларичева. В июле 1939 г. в командование вступил старший лейтенант Д. М. Денежко (1914 — 24.03.1942). Уроженец Кировоградской области, призванный в РККА в 1933 году, он был на флоте один из самых молодых командиров средних подлодок типа «Щука». Выпускник военно-морского училища им. Фрунзе (1937) и спецкурсов комсостава ВМС РККА (1939), смелый и амбициозный офицер.

## История службы
Перед началом войны лодка встала на текущий ремонт на заводе-производителе, а когда он был закончен, невзирая на быстрое продвижение германско-румынских войск к городу, Щ-213 смогла уйти из Николаева буквально под носом у врага, благодаря умелым действиям своего экипажа, сработавшегося за годы службы.
В начале сентября 1941 г. лодка вступила в строй 4-го дивизиона подлодок Черноморского флота, 7 сентября начала боевое дежурство, отправившись из Феодосии в район мыса Эмине (Болгария).
До начала 1942 г. экипаж под командованием старшего лейтенанта Денежко совершил три боевых похода общей протяженностью 56 суток.
21 сентября Щ-213 успешно уклонилась от нападения румынских гидросамолетов (2 «Савойя-Маркеитти» SM.55, один «Кант» 501z), атаковавших её десятком глубинных бомб.
Под Новый год лодка попала в минное заграждение в районе мыса Олинька, более 30 раз коснувшись «плавучей смерти» — минрепов и корпусов мин, смогла выйти невредимой.
В четвёртый поход лодка вышла 20 февраля 1942 г. из Туапсе. Для боевого патрулирования ей была поручена «позиция № 38»: от мыса Кара-Бурну на границе Турции и Болгарии на севере до устья Босфора. При этом с осени 1941 г. моряки-черноморцы выполняли приказ, согласно которому нейтральное судоходство фактически объявлялось неприятельским, поскольку под видом каботажных грузов германское командование активно фрахтовало турецкие и болгарские пароходы для доставки по Чёрному морю стратегически необходимой военной промышленности хромовой руды.
23 февраля вечером Щ-213 обнаружила в районе патрулирования турецкую парусно-моторную шхуну «Чанкая» (тоннажом 164 брт). Как и множество других мелких судов, она находилась в немецком фрахте и ходила из Стамбула в Варну с грузом хромовой руды. Старший лейтенант Денежко приказал атаковать её торпедой из надводного положения, однако торпеда в цель не попала. Большая часть экипажа шхуны смогла с началом обстрела высадиться на шлюпку и покинуть корабль. За 29 минут артиллерийского обстрела два 45-мм орудия Щ-213 с дистанции 2-4 кабельтовых выпустили по шхуне 55 снарядов и добились большого количества попаданий, в результате которых шхуна затонула.
Лодка продолжила патрулирование на подступах к Босфору и на рассвете 24 февраля погрузилась, продолжив идти под перископом. Согласно рапорту Дмитрия Денежко, примерно в 10.30 по московскому времени (местное время было на час раньше) примерно в 9 милях севернее входа в Босфор (в точке 41°18' с. ш. / 29°19' в.д) было замечено судно, идентифицированное им как «крупный транспорт водоизмещением ориентировочно 7 тыс. брт, шедший со стороны пролива без сопровождения со скоростью около 3 узлов». Относительно флага старший лейтенант не совсем уверенно указал: «Вероятно, болгарский». В 10.45 по московскому времени по судну с дистанции 6 кабельтовых из носового 533-мм торпедного аппарата была выпущена одиночная торпеда. Через минуту раздался мощный взрыв и командир Щ-213, осмотрев поверхность моря в перископ, записал, что наблюдал погружение судна, затонувшего за короткое время с дифферентом на нос. Место гибели объекта атаки было определено как 41° 26' с. ш. / 29° 10' в. д. В современных западных источниках указывается, что атакованным подлодкой «транспортом» было болгарское судно «Струма», перевозившее еврейских беженцев из Румынии в Палестину.
Командир Щ-213 Денежко погиб 24 марта 1942 во время авианалёта на военно-морскую базу ЧФ в Туапсе. Старший лейтенант Денежко находился в кают-компании плавбазы 1-й бригады подводных лодок ЧФ «Нева» (бывший испанский лайнер «Эссекибо», переправленный в СССР в 1937 г.), куда угодила 250-кг авиабомба, пробившая мостик и верхнюю палубу. При взрыве её заряда погибло несколько офицеров, включая Д. М. Денежко.
Новым командиром подлодки стал капитан-лейтенант Н. В. Исаев.
В октябре 1942 подлодка Щ-213 пропала в ходе шестого боевого похода.
Субмарина была найдена в 2008 году на 30-метровой глубине в 10 километрах от румынского порта Констанца, а спустя два года была идентифицирована как Щ-213.

## Обвинения в гибели «Струмы»
Подводную лодку под командованием старшего лейтенанта Денежко в западной печати называют виновницей гибели болгарского (под панамским флагом) парусно-моторного шлюпа «Струма» (642 брт) 24 февраля 1942 года, в районе пролива Босфор. Это судно перевозило евреев-беженцев из Румынии в Палестину, но не было принято британскими властями и отбуксировано в Чёрное море с неработающим двигателем. В результате трагедии погибло 768 человек.
В 1960-е годы немецкий историк Юрген Ровер и его французский коллега Клод Оэн предположили, что «Струму» потопила торпеда с подводной лодки. В немецких архивах сведений о нахождении подводных лодок в указанном районе не нашлось, Ровер установил, что транспорт могла потопить Щ-213.
В справочнике «Лексикон сионизма», изданном в Тель-Авиве в 1977 году, указывалось: «24 февраля 1942 года судно вышло в море и там взорвался котел. Все пассажиры утонули».
В 1978 году Клод Оэн получил книгу Г. И. Ванеева «Черноморцы в Великой Отечественной войне», в которой «Струма» была названа «транспортом водоизмещением около 7 тыс. тонн [вместо брт], шедшим без охранения», который успешно атаковала «подводная лодка Щ-213 (командир — капитан-лейтенант Д. М. Денежко, военком-политрук А. Г. Родимцев)». Невзирая на то, что реальный тоннаж деревянного шлюпа составлял максимум 642 брт, это «свидетельство» начали активно использовать западные авторы, а некоторые из них даже писали, что советские моряки нарочно завысили ценность «трофея» (водоизмещение транспорта по рапорту превышает водоизмещение «Струмы» в 15 раз), «чтобы получить побольше орденов».
Распространению этой версии помогали и советские авторы: об атаке подлодки рассказывалось в «Красной звезде» от 4 августа 1987 года (с атрибуцией Щ-213, но без указания реальной цели), а затем в болгарской книге И. Тодорова «Българските кораби» (София, 1981) — без указания флага подлодки.

В 10:45 по московскому времени (9:45 по местному) по цели с дистанции 6 кабельтовых (менее 1200 м) из носового 533-мм торпедного аппарата была выпущена одиночная торпеда. После мощного взрыва командир Щ-213 записал, что наблюдал погружение судна в координатах 41° 26' с. ш. / 29° 10' в. д.

## Командиры
- март 1938 — июль 1939 Ларичев Дмитрий Титович
- июль 1939 — 24 марта 1942 Денежко Дмитрий Митрофанович
- 16 мая 1942 — октябрь 1942 Исаев Николай Васильевич